# Artur Ullrich
Artur Ullrich (Archangelsk, 10 oktober 1957) is een voormalig voetballer uit Oost-Duitsland, die speelde als verdediger. Hij werd geboren in de toenmalige Sovjet-Unie.

## Clubcarrière
Ullrich speelde het grootste deel van zijn loopbaan voor BFC Dynamo Berlin. Met die club won hij acht jaar op rij de landstitel. In het seizoen 1985/86 stapte hij over naar Hallescher FC Chemie.

## Interlandcarrière
Ullrich speelde in totaal 13 officiële interlands voor het voetbalelftal van de Duitse Democratische Republiek. Onder leiding van bondscoach Georg Buschner maakte hij zijn debuut op 2 april 1980 in de vriendschappelijke wedstrijd tegen Roemenië (2-2) in Bagdad. Hij viel in die wedstrijd na 69 minuten in voor Lothar Kurbjuweit. Met de nationale ploeg won Ullrich de zilveren medaille bij de Olympische Spelen in 1980 in Moskou.

## Erelijst
BFC Dynamo Berlin
- DDR-Oberliga

1979, 1980, 1981, 1982, 1983, 1984, 1985, 1986